# Lennart Carleson

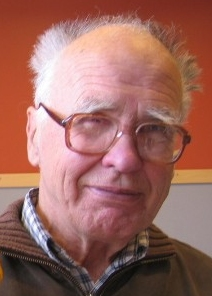
Lennart Carleson im Jahre 2006

Lennart Axel Edvard Carleson (* 18. März 1928 in Stockholm) ist ein schwedischer Mathematiker und Abelpreisträger.

## Leben
Carleson wurde 1950 bei Arne Beurling an der Universität Uppsala promoviert (On a class of meromorphic functions and its associated exceptional sets). 1950/1951 war er als Post-Doc an der Harvard University (bei Antoni Zygmund und Raphaël Salem) und war 1951/52 Dozent in Uppsala. 1954 wurde er Professor an der Königlich Technischen Hochschule in Stockholm, kehrte aber 1955 wieder nach Uppsala zurück, wo er 1993 emeritiert wurde. Er blieb aber weiter in der Forschung aktiv. Er war unter anderem Gastprofessor am Massachusetts Institute of Technology (1957, 1974/75), an der Stanford University (1965/66) und am Institute for Advanced Study (1961/62).
Carleson belebte 1968 das Mittag-Leffler-Institut neu, das er als Direktor von 1968 bis 1984 zum Zentrum der Mathematik in Skandinavien ausbaute. Zwischen 1978 und 1982 war er Präsident der Internationalen Mathematischen Union. Er sorgte als Präsident unter anderem für eine Einbindung Chinas und die Besserstellung der Informatik in der IMU, was unter anderem in dem von Carleson mitinitiierten Nevanlinna-Preis zum Ausdruck kam. 1956 bis 1979 war er Herausgeber der Acta Mathematica.
Er ist seit 1953 verheiratet und hat zwei Kinder.

## Werk
Er arbeitete insbesondere zur Funktionentheorie, Fourieranalyse und zu dynamischen Systemen. Weltberühmt wurde er 1966 durch seinen Beweis, dass die Fourierreihe einer L²-Funktion fast überall gegen die Funktion konvergiert. Vermutet hatte dies 1913 Nikolai Nikolajewitsch Lusin (für stetige Funktionen, die zu den quadratintegrablen Funktionen gehören), der Beweis widerstand aber bis 1966 allen Versuchen, man vermutete sogar die Existenz eines Gegenbeispiels, nachdem Andrei Kolmogorow 1923 ein Gegenbeispiel für die analoge Vermutung bei {\displaystyle L^{1}}-Funktionen fand (und 1926 sogar ein Beispiel aus dieser Funktionenklasse, dessen Fourierreihe überall divergierte). Auch Carleson suchte zunächst lange ein Gegenbeispiel. Der Beweis von Carleson wurde 1967 von Lars Hörmander vereinfacht und 1968 von Richard Hunt auf {\displaystyle L^{p}}-Funktionen mit endlichem p > 1 erweitert. Christoph Thiele und Michael T. Lacey gaben 2000 einen einfacheren Beweis des Satzes von Carleson und Hunt.
Carleson bewies 1962 auch das schwierige Corona-Theorem in der komplexen Analysis, wobei er Carleson-Maße einführte. Einen alternativen Beweis des Corona-Theorems gab 1979 der US-amerikanische Mathematiker Thomas Wolff.
1991 bewies er mit Michael Benedicks, dass die Hénon-Abbildung, ein viel untersuchtes dynamisches System der Chaostheorie, eingeführt 1976 durch den französischen Astronomen Michel Hénon, einen Seltsamen Attraktor besitzt.
Das Carleson-Sjölin-Theorem der Fourieranalyse ist wichtig im Kakeya-Problem (Verallgemeinerungen des Nadelproblems von Kakeya, das nach der Fläche minimalen Inhalts fragt, in der eine Nadel von Einheitslänge um 180° rotieren kann).
Carleson beförderte auch das Erweiterungsproblem quasikonformer Abbildungen, für das schon Lars Ahlfors und Beurling Teilresultate erzielten.
Carleson war Mitherausgeber der Gesammelten Werke seines Lehrers Arne Beurling und kommentierte viele der Arbeiten aus dem Nachlass Beurlings.

## Auszeichnungen
- 1966: Plenarvortrag auf dem Internationalen Mathematikerkongress in Moskau (Convergence and Summability of Fourier Series).
- 1984: Leroy P. Steele Prize der American Mathematical Society
- 1990: Invited Speaker auf dem Internationalen Mathematikerkongress in Kyōto (The dynamics of non-uniformly hyperbolic systems in two variables).
- 1992: Wolf-Preis in Mathematik
- 2002: Lomonossow-Goldmedaille der Russischen Akademie der Wissenschaften
- 2003: Sylvester-Medaille der Royal Society
- 23. März 2006: Abelpreis der Norwegischen Akademie der Wissenschaften, der als eine Art Nobelpreis für Mathematik gilt

Carleson ist Mitglied der russischen, französischen, dänischen, schwedischen, norwegischen, finnischen und ungarischen Akademien der Wissenschaften sowie der National Academy of Sciences, der American Academy of Arts and Sciences und der Academia Europaea (1993). Er ist Ehrendoktor in Helsinki, Paris, Stockholm. Er ist Fellow der American Mathematical Society und seit 1982 Ehrenmitglied der London Mathematical Society.

## Schriften
- Selected Problems on Exceptional Sets, Van Nostrand, 1967
- Matematik för vår tid (Mathematik für unsere Zeit), Prisma 1968
- mit T. W. Gamelin: Complex Dynamics. Springer, 1993